# Рациональный агент

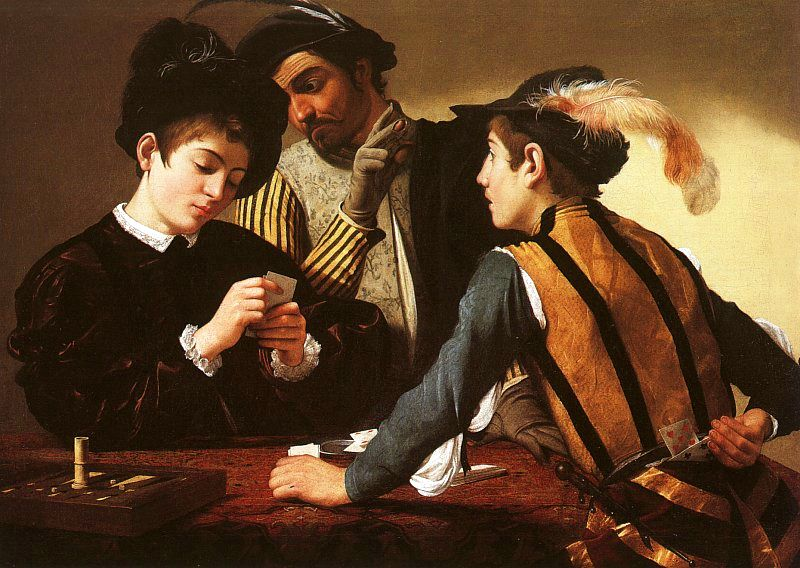
Караваджо, Шулеры, прибл. 1594 год.

Рациональный агент (англ. rational agent) — это агент, действующий оптимальным для достижения наилучшего ожидаемого результата образом. Данный термин является одним из фундаментальных в экономике, теории игр, теории принятия решений и искусственном интеллекте. Также, рациональные агенты изучаются в когнитивных науках, этике и философии, включая философию практического смысла.
Рациональным агентом может быть любое действующие лицо принимающее решения. Как правило, это любое живое существо, включая человека, группа людей, организация, робот или программа.

## Экономика и теория игр
В теории игр и классической экономике считается, что люди и компании действуют рационально, то есть являются рациональными агентами. Однако, существуют и другие точки зрения, например, некоторые исследователи полагают, что на наше поведение влияют также и «побудительные импульсы» (англ. animal spirits ).

## Искусственный интеллект
Понятие «рациональный агент» пришло в искусственный интеллект из экономики, и совершило в нём настоящую революцию, объединив разрозненные на тот момент направления исследований. В настоящее время, в области ИИ, понятие «рациональный агент» тесно связано с понятием «интеллектуальный агент».

### В экономике и теории игр
- Ограниченная рациональность
- Теория рационального выбора
- Теория рациональных ожиданий

### В искусственном интеллекте
- Многоагентная система
- Программный агент

### В экономике и теории игр
- Osborne, Martin & Rubinstein, Ariel (2001), A Course in Game Theory, Cambridge, Mass.: MIT Press, p. 4, ISBN 0262650401
- G.Wooldridge, Reasoning about rational agents Massachusetts Institute of Technology, 2000

### В искусственном интеллекте
- Russell, Stuart J.; Norvig, Peter (2003), Artificial Intelligence: A Modern Approach (2nd ed.), Upper Saddle River, NJ: Prentice Hall, ISBN 0-13-790395-2